# Списък на корабите (Илиада)
Известният „Списък на корабите“ (νεων κατολογος) е част от книга II на Омировата Илиада. Там са описани всички съюзни на гърците армии, които обсаждат Троя по време на Троянската война, заедно с имената на техните водачи и броят на корабите с тях. Има написан и подобен, но по-малък списък на троянските съюзници.
Списъкът е сбито изражение на геополитическата ситуация по това време в региона, въпреки че неговата благоданеждност е спорна.

## Списъкът
Списъкът съдържа 28 контингента с общо 1186 кораба, съответстващи на сили от 100 000 до 140 000 души. Съдържа 50 топонима и 150 етнонима.
- 1. (II.494) Беотийци първоначално предвождани от Терсандър, после Пенелей, Леит, Аркесилай, Протоенор и Клоний: 50 кораба със 120 мъже всеки
- 2. (II.511) Минийци водени от Аскалаф и Иялмен: 30 кораба
- 3. (II.517) Фокидци водени от Схедий, Епистроф и Ифит: 40 кораба
- 4. (II.527) Локридци водени от Аякс: 40 кораба
- 5. (II.536) Абанти от Евбея водени от Елефенор: 40 кораба
- 6. (II.546) Атиняни предвождани първо от Менестей, после от Акам и Демофон, синовете на Тезей: 50 кораба, заедно с 12 кораба на Саламин водени от Аякс Теламонид
- 7. (II.559) Аргосци/Ахейци от Аргос и Тиринт, водени от Диомед: 80 кораба
- 8. (II.569) Аргоски сили водени от Агамемнон, от Микена и Коринт: 100 кораба
- 9. (II.581) Лакедемонци, водени от Менелай: 60 кораба
- 10. (II.591) Сили от Пилос водени от Нестор: 90 кораба
- 11. (II.603) Войска от Аркадия, водена от Агапенор: 60 кораба
- 12. (II.615) Елидци (=Епейци) водени от Амфимах, Талпий, Диор Амаринкид и Поликсен: 40 кораба
- 13. (II.625) Армия от Дулихий, водена от Мегес: 40 кораба
- 14. (II.631) Кефаленци от Итака и близките острови, водена от Одисей: 12 кораба
- 15. (II.638) етолийци, водени от Тоас: 40 кораба
- 16. (II.645) Критяни водена от Идоменей: 80 кораба
- 17. (II.653) Родосци водени от Тлеполем: 9 кораба
- 18. (II.671) Симийци водени от Нирей: 3 кораба
- 19. (II.676) Кос и близките острови, водени от Фидип и Антип: 30 кораба
- 20. (II.681) Мирмидонци водени първо от Ахил, после от Неоптолем: 50 кораба
- 21. (II.695) Филакийци водени от Протесилай, а по-късно от Подаркес: 40 кораба
- 22. (II.711) Фера и Йолк водени от Евмел: 11 кораба
- 23. (II.716) Армия от Мелибея и Метона водени от Филоктет, а по-късно от Медон: 7 кораба всеки с 50 стрелци с лък
- 24. (II.734) Армия от Ехалия, водена от Махаон и Подалирий, синовете на Асклепий: 30 кораба
- 25. (II.738) Армия от Орменион водена от Еврипил: 40 кораба
- 26. (II.748) Лапити водени от Полипет и Леонтей: 40 кораба
- 27. (II.756) Ениенци и пераеби водени от Куней: 22 кораба
- 28. (II.760) Магнети (=Магнезийци) водени от Протой: 40 кораба